# Sălbăgelu No
Sălbăgelu No (ukr. Ново Селбеджел) – wieś w Rumunii, w okręgu Caraș-Severin, w gminie Sacu. W 2011 roku liczyła 231 mieszkańców. 